# 黑海村區
黑海村區（烏克蘭語：Чорноморський район），是法理上烏克蘭克里米亞自治共和國的一個旧區，但事实上是俄罗斯克里米亞共和國的一个区。位於克里米亞半島西部。行政中心為黑海村。人口数量为32,154人（2013年）。

## 2020年乌克兰行政区划改革
2020年7月乌克兰在全境实行了行政区划改革，包括当时被俄罗斯占领的克里米亚半岛。克里米亚自治共和国的14个区和11个共和国直辖市重组为10个区。黑海村区被撤销，其范围并入新成立的叶夫帕托里亚区。设立新区的法律在2023年9月7日正式生效，但由于乌克兰并未实际控制克里米亚，故事实上新区并未真正运作。

## 人口
根據2001年之烏克蘭人口普查，該地區的人口為34,112人。民族構成：
- 俄羅斯族 - 52.7％
- 烏克蘭族 - 29.0％
- 克里米亞韃靼族 - 12.6％
- 白俄羅斯族 - 0.01％
- 韃靼族 - 0.01％[6]。

人口自2013年6月1日統計為32,154人。其中城鎮人口為11,125人（34.6％），農村人口為21,029人（65.4％）。根据2015年1月1日克里米亚共和国估计，黑海区人口下降至30，558人。

## 外部連結
- 黑海資訊（页面存档备份，存于） - 黑海（俄文）